# Opossum mexicain
Marmosa mexicana
Espèce
Statut de conservation UICN

 LC  : Préoccupation mineure
L’Opossum mexicain (Marmosa mexicana) est une espèce d'opossums d'Amérique (famille des Didelphidae).

## Répartition

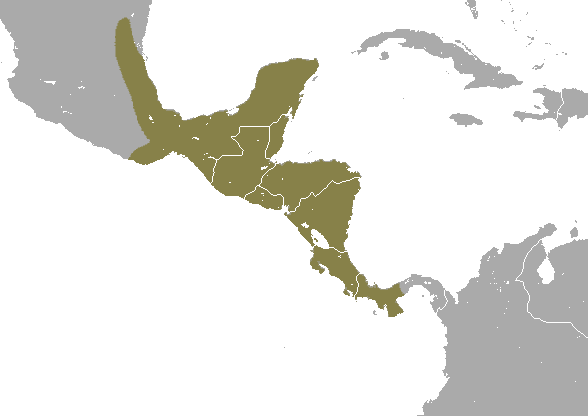
Aire de répartition.

On le trouve au Belize, Costa Rica, Salvador, Guatemala, Honduras, Mexique, Nicaragua et Panama.

## Liste des sous-espèces
Selon Mammal Species of the World (version 3, 2005)  (26 mai 2010) :
- sous-espèce Marmosa mexicana mayensis
- sous-espèce Marmosa mexicana mexicana
- sous-espèce Marmosa mexicana savannarum